# Marcel Rath
Marcel Rath (Frankfurt (Oder), Német Demokratikus Köztársaság, 1975. szeptember 3. –) német labdarúgócsatár.